# 나무연지이끼과
나무연지이끼과(Erpodiaceae)는 꼬리이끼목에 속하는 이끼과 중의 하나이다.

## 하위 속
- 겉주름이끼속 (Aulacopilum)
- Erpodium
- Solmsiella
- 나무연지이끼속 (Venturiella)
- Wildia